# Districte de Kurnool
El districte de Kurnool (telugu: కర్నూలు జిల్లా, urdú: کُرنول ضلع, hindi: कुर्नूल ज़िला) és una divisió administrativa de l'Índia, a l'estat d'Andhra Pradesh a la part centre occidental de l'estat, a la part sud dels rius Tungabhadra i Handri. La capital és Kurnool (ciutat). Té una població de 3.529.494 habitants i una superfície de 17.658 km²

## Administració
Administrativament està dividida en 3 divisions i 54 mandals. Les divisions són Kurnool (6645,08 km² i 1.421.856 habitants), Nandyal (118,25 km² i 953.758 habitants), i Adoni (5506,10 km² i 1.153.880 habitants). Els mandals són:
- 1. Adoni
- 2. Allagadda
- 3. Alur
- 4. Aspari
- 5. Atmakur
- 6. Banaganapalle
- 7. Bandi Atmakur
- 8. Bethamcherla
- 9. C. Belagl
- 10. Chagalamarri
- 11. Chippagiri
- 12. Devanakonda
- 13. Dhone o Dronachalam
- 14. Dornipadu
- 15. Gadi Vemula
- 16. Gonegandla
- 17. Gospadu
- 18. Gudur
- 19. Halaharvi
- 20. Holagunda
- 21. Jupadu Bungalow
- 22. Kallur
- 23. Kodumuru
- 24. Koilkuntla
- 25. Kolimigundla
- 26. Kosigi
- 27. Kothapalle
- 28. Kowthalam
- 29. Krishnagiri
- 30. Kurnool
- 31. Maddikera (East)
- 32. Mahanandi
- 33. Mantralayam
- 34. Miduthur
- 35. Nandavaram
- 36. Nandikotkur
- 37. Nandyal
- 38. Orvakal
- 39. Owk
- 40. Pagidyala
- 41. Pamulapadu
- 42. Panyam
- 43. Pattikonda
- 44. Peapally
- 45. Pedda Kadubur
- 46. Rudravaram
- 47. Sanjamala
- 48. Sirvel
- 49. Srisailam
- 50. Tuggali
- 51. Uyyalawada
- 52. Veldurthi
- 53. Velgodu
- 54. Yemmiganur.

Dins el districte hi ha una corporació municipal, 3 municipalitats, 899 gram panchayats (7 àrees notificades i 862 no notificades), 920 pobles i 615 llogarets.

## Història
No se sap res definitiu de la seva antiga història si bé se suposa que va estar en mans successivament dels chalukyes, coles i dels ganpatis de Warangal. A la caiguda d'aquest estat va esdevenir independent. El país fou part des del segle xv del regne de Vijayanagar. Segons Wilson, el raja de Karnool Barasinha Rao, fill d'Iswara Rao, fou adoptat per la família de Vijayanagar i va arribar al tron d'aquest imperi. La fortalesa de Karnool es va construir en temps del raja Achyuta Deva Raja, i el territori fou concedit en feu a un parent de nom Ramraja
Després de la batalla de Talikota del 1565 que va trencar el poder de l'estat, la zona fou assolada ni annexionada pels sultans de Golconda i el primer governador fou un habshi de nom Abdul Wahab, mort vers 1618 que va convertir els temples hindús en mesquites. El 1687 Aurangzeb va dominar el sultanat i, per tant, el territori de Kurnool. la ciutat de Kurnool fou ocupada per Ghiyath al-Din, un dels seus generals i poc després fou donat en jagir a Kizir (Khidr) Khan, un general paixtu que havia fet importants serveis, que un temp's després fou assassinat pel seu fill Daud Khan. A la seva mort dos germans, Ibrahim Khan i Alif Khan van governar conjuntament durant sis anys i després va pujar al tron Ibrahim Khan, fill d'Alif Khan que va reforçar el fort. A Ibrahim Khan II el va succeir el seu fill, i a aquest al seu torn el va succeir el seu fill Himayat o Himmat Khan Bahadur el 1733. El 1741 el territori fou envaït pels marathes. Himmat va acompanyar a Muhammad Nasir Jang Mir Ahmad d'Hyderabad (1748-1750) en la seva expedició al Carnàtic junt amb els nawabs de Cuddapah i de Savanur; Nazir Jang fou traïdorament assassinat pel nawab de Cuddapah i Muhyi al-Din Muzaffar Jang, nebot de Nazir, fou nomenat subadar de Dècan (nizam d'Hyderabad), però el nou subadar no va satisfer les expectatives dels nawabs paixtus que esperaven una extensió dels seus territoris i fou assassinat a Rachoti, a Cuppadah, per Himmat Khan; no obstant aquest fou derrotat pels enfurismats soldats de l'assassinat. Asaj al-Dawla Mir Ali Salabat Jang un altre nebot, fou nomenat subadar (nizam) i quan retornava amb el general Bussy va assaltar Kurnol (març de 1751 o 1752). El 1752 Salabat va restituir el feu, a canvi de diners, a Munawar Khan, germà d'Himmat Khan, que així va recuperar el títol. El 1755 el nawab fou atacat per Haidar Ali (després sobirà de Mysore) i va haver de pagar de tribut. Derrotat finalment Tipu Sultan, el fill d'Haidar, el 1799 a Seringapatam, el territori fou cedit al nizam d'Hyderabad.
Aquest el va cedir al cap d'un any (1800) junt amb els districtes de Bellary i Cuddapah, als britànics en pagament de la força subsidiària britànica estacionada al seu territori encarregada de la seva defensa. Tot i aquestos canvis el nawab de Kurnool va conservar el jagir subjecte a tribut de 100.000 rúpies. Era llavors nawab Alif Khan II que en endavant va pagar el tribut als britànics (el tribut fou reduït); va morir el 1815 i el va succeir el seu fill petit Muzaffar Jang, que va usurpar el tron en perjudici del fill gran Munawar Khan II. Aquest va demanar ajut als britànics i forces d'aquestos foren enviades a Kurnool dirigides pel coronel Mariott. Muzaffar va fugir i Munawar posat al tron. El 1816 el país fou saquejat pels pindaris. Munawar Khan va morir el 1823 sense hereus i el tron havia de passar al seu germà Muzaffar; estava retornant a Kurnool quen per una baralla domestica va matar a la seva dona i fou empresonat per aquest crim, morint a la presó de Bellary el 1829. La corona va passar a un tercer germà, Ghulani Rasul Khan, el darrer dels nawabs; el 1833 fou descobert preparant un complot i acumulant armes a la fortalesa; el nawab va fugir a Zorapur un llogaret a la riba del Hindri però les seves tropes es van amotinar per manca de pagament i fou entregat presoner als britànics, sent enviat a Trichinopoly (1834) on fou assassinat pel seu propi servidor al que havia acusat d'un petit robatori; els seus dominis, junt amb els jagirs feudataris que posseïen els seus parents i altres nobles, foren annexionats pels britànics (formalment el 1838); els seus parents van rebre pensions. El 1846 un parent del nawab es va revoltar però fou capturat i penjat en públic. El territori del nawab, format per les talukes de Ramallakota, Nandikotkur, Nandyal i Sirvel fou administrat entre 1838 i 1858 per un comissionat i després un agent.
El 1858 aquestes quatre talukes es van agrupar amb tres més del districte de Cuddapah (Koilkuntla, Cumbum i Markapur) i amb una taluka (Pattikonda) del districte de Bellary, i es va formar el districte de Kurnool (o Kandenavolu) sota un col·lector, sent un dels quatre districtes que es van formar amb els Districtes Cedits, dins la presidència de Madràs.

## Geografia
La superfície el 1901 era de 19.627 km². Les muntanyes principals eren els Nallamalai a l'est, els Erramala a l'oest, i els Velikonda que el separaven del districte de Nellore. Els rius principals eren el Kistna i el Tungabhadra, però hi havia diversos altres rius menors com el Gundlakamma, Ralla Vagu, Tigaleru, Kandleru, Duvvaleru, Sagileru, Kunderu (i el seu afluent Galeru o Kali), Bavanasi i Hindri (amb els afluents Dhone Vagu i Hukri). Hi havia 3 ciutats i 751 pobles i administrativament estava format per 4 divisions i 8 talukes:
- Markapur
  - Markapur
  - Cumbum (capital Giddalur)
- Nandikotkur 
  - Nandikotkur
- Kurnool
  - Ramallakota (capital Kurnool)
  - Pattikonda
- Nandyal
  - Nandyal
  - Sirvel (capital Allagada)
  - Koilkuntla

La població era: 914.432 (1871), 678.551 descens causat per la fam de 1876-1878 (1881), 817.811 (1891) i 872.055 (1901) Les principals ciutats eren Kurnool (25.376 habitants), capital del districte, Nandyal (15.137) i Cumbum (6.502), les dues primeres municipalitats. La població era hindú en un 86% i musulmana en un 12%. La majoria de la població era de parla telugu.

## Arqueologia
A l'altiplà de Srisailam als Nallamalai, hi ha ruïnes de diversos forts, cases senyorials i restes de viles o ciutats. Quasi cada ciutat del districte té un fort en ruïnes.
Dòlmens i cromlecs s'han trobat a Markapur i Cumbum.
Els principals temples hindús són Srisailam i Ahobilam als Nallamalai.

## Nota
1. ↑  el lloc oficial i altres donen aquesta xifra que, encara que elevada, és similar a la de districtes veïns aparentment de la mateixa mesura, però quan desglossa la superfície de les tres divisions la xifra de les tres és inferior, sumant 12.269 km²